# 미니 메트로
미니 메트로(영어: Mini Metro)는 Dinosaur Polo Club이 제작하고 Dinosaur Polo Club, AGM PLAYISM가 배급하는 인디, 전략 시뮬레이션 게임으로 세계 유명 도시의 지하철 노선을 구상해보는 게임이다. PC버전은 2014년 8월 11일에 출시했고, 앱스토어(영어: App Store)에서는 2015년 12월 25일 업데이트되었고, 플레이스토어에서 2016년 10월 25일 업데이트되었다. 스팀(Steam)에서 제공하는 게임이다. 역과 역 사이에 노선을 그려서 열차 운행을 개시함으로써 게임을 시작한다. 새로운 역이 등장하게 되면 노선을 수정해서 노선도를 효율적으로 유지해야한다. 한정된 자원을 어느 곳에 사용할 것인지 결정하여 도시를 얼마나 오래 유지할 수 있는가가 관건이다. 게임 트레일러도 창의적으로 잘 만들어져 있다.

## 게임 진행 방식
처음 플레이어의 도시는 3개의 지하철 역과 함께 시작한다. 각각의 역 들을 선으로 연결하여 노선을 구성한다. 역은 다양한 도형들로 구성되어 있는데 게임이 진행되면서 도형이 하나하나 늘어가는 방식이다. 역 옆에는 승객들도 도형으로 표현되는데 이 도형이 승객들이 원하는 역이므로 같은 모양의 역으로 승객을 실어나르면 된다. 기본적으로 동그라미, 세모, 네모가 있으며, 십자가, 마름모, 별표 등 특이한 도형들도 등장한다. 게임이 진행될 수록 도시는 빠르게 성장하여 연결이 필요한 지하철 역들이 계속해서 생겨난다. 지하철 역이 늘어날 수록 승객들도 늘어나게 되는데 이 승객들이 신속하게 탑승하여 원하는 역으로 갈 수 있도록 노선을 구성해야한다. 역이 과수요 상태에 빠지지 않도록 계속해서 노선을 연장하거나 추가해야하는데 역들 중 단 하나의 역이라도 과수요 상태에 빠지게 되면 그대로 역이 폐쇄 조치에 취해지며 게임이 끝나게 된다.

## 추가 자산
도시가 성장할수록 추가적인 자원이 주기적으로 주어진다.
- 열차(Locomotive)

게임 내 시간으로 매주 일요일이 지나게 되면 열차가 주어진다. 열차는 플레이어가 직접 원하는 노선에 끌어다 놓으면 자동으로 운행된다.
- 객차(Carriage)

객차는 열차 뒤에 연결할 수 있어서 한번 열차가 지나갈 때 더 많은 승객을 태울 수 있도록 만든다.
- 터널, 다리(Tunnel/Bridge)

맵에는 굵은 하늘색 선이 지나가게 되는데 이것은 게임 내에서 강을 의미한다. 이러한 강을 건너는 노선을 만들기 위해서는 터널이 필요하다. 또는, 산악 지형을 통과하기 위해서도 터널 자원이 필요하다. 일부 도시에서는 다리가 나오기도 한다.
- 노선(Line)

새로운 색깔의 노선을 추가할 수 있도록 해준다.
- 교차역(Interchange)
- 특정 보급품

오사카 맵에는 신칸센이 특정 보급품으로 지급되고, 몇몇 맵에서는 교차역이 지급된다.

## 맵
런던, 파리, 뉴욕, 시카고, 베를린, 멜버른, 홍콩, 바르셀로나, 오사카, 스톡홀름, 상트페테르부르크, 몬트리올, 샌프란시스코, 상파울루, 서울, 산티아고, 워싱턴D.C., 싱가포르, 카이로, 이스탄불, 상하이, 광저우, 뭄바이, 라고스, 오클랜드로 구성되어있다. 일반적으로 왼쪽부터 차례대로 난이도 순서이다. 다음 맵을 플레이하기 위해서는 그 전의 맵을 원하는 점수를 충족시켜야만 플레이할 수 있다. 예를 들어 오사카맵을 플레이하기 위해서는 홍콩맵을 플레이하여 몇 점이상을 넘겨야 해금된다. 각 도시마다 맵의 형태가 다르고 난이도가 올라갈 수록 특이한 도형들도 생겨나 플레이어를 당황하게 만든다.

## 난이도
맵에도 어느 정도 난이도가 부여되어 있지만 설정에서 난이도를 따로 설정할 수도 있다.
- 일반(Normal)

일반난이도는 그냥 아무런 변화가 없는 일반적인 평범한 게임 난이도라고 생각하면 된다. 게임오버가 존재한다.
- 무한(Endless)

무한난이도는 말 그대로 무한으로 일반 모드와 달리 게임오버가 없어서 오직 원활하고 효율적인 노선을 구성하면된다.
- 익스트림(Extreme)

극한난이도는 일반 난이도의 상위 난이도로 노선을 한번 그리면 수정할 수가 없어서 진짜 실제상황과 같이 깊이 생각을 해본 후 노선을 그려야한다.
- 크리에이티브(Creative)

역의 위치를 사용자가 직접 설정할 수 있고, 열차/객차/터널/교차역을 무제한으로 배치할 수 있는 샌드박스모드이다.

## 평가
- Kill Screen

미니 메트로는 우리로 하여금 대중교통을 숭고하게 만든다.(Mini Metro makes mass transportation sublime)
- Boing Boing

당신이 안심하는 순간 게임은 끝난다.. 그 즉시 다시 시작해야한다.(It's so satisfying that the moment one game ends ... you'll immediately want to start again)

유저 평가는 최근 30일 내에 평가도 압도적으로 긍정적이고 (평가 332 개) 전체적으로도 압도적으로 긍정적 (평가 3,481 개)